# Corkite
La corkite est une espèce minérale de formule PbFe3[(OH)6SO4PO4]. Les cristaux ne dépassent pas 2 mm .

## Inventeur et étymologie
Décrite par le minéralogiste français Gilbert Joseph Adam en 1869, le nom dérive du gisement topotype.

## Topotype
Mine de fer Glandore, Comté de Cork, Irlande  

## Synonymie
- Bleirosite (Adam 1869)[4]
- Dernbachite

## Cristallographie
- Paramètres de la maille conventionnelle : {\displaystyle a} = 10,95 Å, {\displaystyle b} = 7,22 Å, {\displaystyle c} = 16,66, Å ; Z = 3 ; V = 752,11 Å3
- Densité calculée = 4,42 g cm−3

## Cristallochimie
- Elle forme une solution solide avec la kintoreite.
- Elle fait partie d'un groupe de minéraux isostructuraux : le groupe de l'alunite et particulièrement du sous-groupe de la beudantite.

### Sous-groupe de la beudantite
- Beudantite PbFe3(AsO4)(SO4)(OH)6
- Corkite PbFe3(PO4)(SO4)(OH)6
- Hidalgoïte PbAl3(AsO4)(SO4)(OH)6
- Orphéïte PbAl3(PO4,SO4)2(OH)6
- Hinsdalite (Pb,Sr)Al3(PO4)(SO4)(OH)6
- Svanbergite SrAl3(PO4)(SO4)(OH)6
- Kemmlitzite (Sr,Ce)Al3(AsO4)(SO4)(OH)6
- Woodhouséite CaAl3(PO4)(SO4)(OH)6
- Weilérite BaAl3H[(As,P)O4]2(OH)6

## Gîtologie
Minéral secondaire formé à basse température ou par oxydation de dépôts hydrothermaux de minéraux métalliques.

### Minéraux associés
Malachite, plumbojarosite, pyromorphite, quartz.

## Gisements remarquables
- Belgique

Richelle, Visé, Province de Liège
- France

Mine Les Montmins (Veine de Ste Barbe), Échassières, Ébreuil, Allier, Auvergne
Carrière de La Lande, Plumelin, Morbihan
- Irlande

Glandore Mine (Aghatubrid Mine; Glendore Mine), Glandore, Comté de Cork. Gisement du topotype
- Tunisie

Mine du Djebel Sekarna, Djebel Sekarna, Siliana